# Night Shift (carte)
Night Shift este o colecție de povestiri de Stephen King care a apărut în 1978.

## Conținut
| Titlu                              | Publicată inițial în                                 |
| ---------------------------------- | ---------------------------------------------------- |
| Jerusalem's Lot                    | Nepublicată anterior                                 |
| Graveyard Shift (Schimb de noapte) | Numărul din octombrie 1970 al revistei Cavalier      |
| Night Surf                         | Numărul din august 1974 al revistei Cavalier         |
| I Am the Doorway                   | Numărul din martie 1971 al revistei Cavalier         |
| The Mangler                        | Numărul din decembrie 1972 al revistei Cavalier      |
| The Boogeyman                      | Numărul din martie 1973 al revistei Cavalier         |
| Grey Matter                        | Numărul din octombrie 1973 al revistei Cavalier      |
| Battleground                       | Numărul din septembrie 1972 al revistei Cavalier     |
| Trucks                             | Numărul din iunie 1973 al revistei Cavalier          |
| Sometimes They Come Back           | Numărul din martie 1974 al revistei Cavalier         |
| Strawberry Spring                  | Numărul din noiembrie 1975 al revistei Cavalier      |
| The Ledge                          | Numărul din iulie 1976 al revistei Penthouse         |
| The Lawnmower Man                  | Numărul din mai 1975 al revistei Cavalier            |
| Quitters, Inc.                     | Nepublicată anterior                                 |
| I Know What You Need               | Numărul din septembrie 1976 al revistei Cosmopolitan |
| Children of the Corn               | Numărul din martie 1977 al revistei Penthouse        |
| The Last Rung on the Ladder        | Nepublicată anterior                                 |
| The Man Who Loved Flowers          | Numărul din august 1977 al revistei Gallery          |
| One for the Road                   | Numărul din martie/aprilie 1977 al revistei Maine    |
| The Woman in the Room              | Nepublicată anterior                                 |